# ناتئ صوتي
في حنجرة الإنسان، الناتئ الصوتي (بالإنجليزية: Vocal process)‏ هو زاوية أمامية لقاعدة الغضروف الهرمي، وينتأ أفقياً إلى الأمام ويرتبط بالأحبال الصوتية.
تقترن الطرجهاليات بالغضاريف بواسطة ناتئ إنسي جانبي لكل زوج. الناتئ الإنسي يسمى بالناتئ الصوتي لأنه المرفق للأحبال الصوتية. الناتئ الصوتي هو المرفق لإحدى أهم العضلات الرئيسية في الأحبال الصوتية وبالتالي يسمّى بالناتئ العضلي.
عندما تتحرك القواعد المقعرة للغضاريف الطرجهالية على سطح مفصلين محدّبين على الغضروف الحلقي، تقترب النواتئ الصوتية من بعضها البعض، ما يسمح للطيات الصوتية بالاتصال.
فوق الناتئ الصوتي يقع منخفض عميق، وهو نقرة مستطيلة من الغضروف الطرجهالي. ويشكّلان معاً عضلة درقية طرجهالية.
الأورام الحبيبية في المعالجة الصوتية نادرة والأورام الحميدة تحدث عند 0.9-2.7% من البالغين الذين يعانون من اضطراباً صوتياً. تتراجع معظم حالات مشاكل المعالجة الصوتية تلقائياً دون استخدام أي علاجٍ محدد، حتى الكبيرة منها.